# Marcilly-lès-Buxy
Marcilly-lès-Buxy ist eine französische Gemeinde mit 683 Einwohnern (Stand: 1. Januar 2022) im Arrondissement Chalon-sur-Saône im Département Saône-et-Loire in der Region Bourgogne-Franche-Comté. Die Gemeinde gehört zum Arrondissement Chalon-sur-Saône und zum Kanton Givry (bis 2015: Kanton Buxy). Die Einwohner werden Massillais genannt.

## Lage
Marcilly-lès-Buxy liegt etwa 20 Kilometer westsüdwestlich von Chalon-sur-Saône. Umgeben wird Marcilly-lès-Buxy von den Nachbargemeinden Villeneuve-en-Montagne im Norden, Sainte-Hélène im Nordosten, Sassangy im Osten, Cersot im Osten und Südosten, Savianges im Süden, Saint-Privé im Süden und Südwesten, Saint-Martin-d’Auxy im Westen sowie Écuisses im Nordwesten.

## Bevölkerung
| Jahr                      | 1962 | 1968 | 1975 | 1982 | 1990 | 1999 | 2006 | 2013 |
| ------------------------- | ---- | ---- | ---- | ---- | ---- | ---- | ---- | ---- |
| Einwohnerzahl             | 414  | 412  | 389  | 437  | 475  | 488  | 567  | 680  |
| Quelle: Cassini und INSEE |      |      |      |      |      |      |      |      |

## Sehenswürdigkeiten

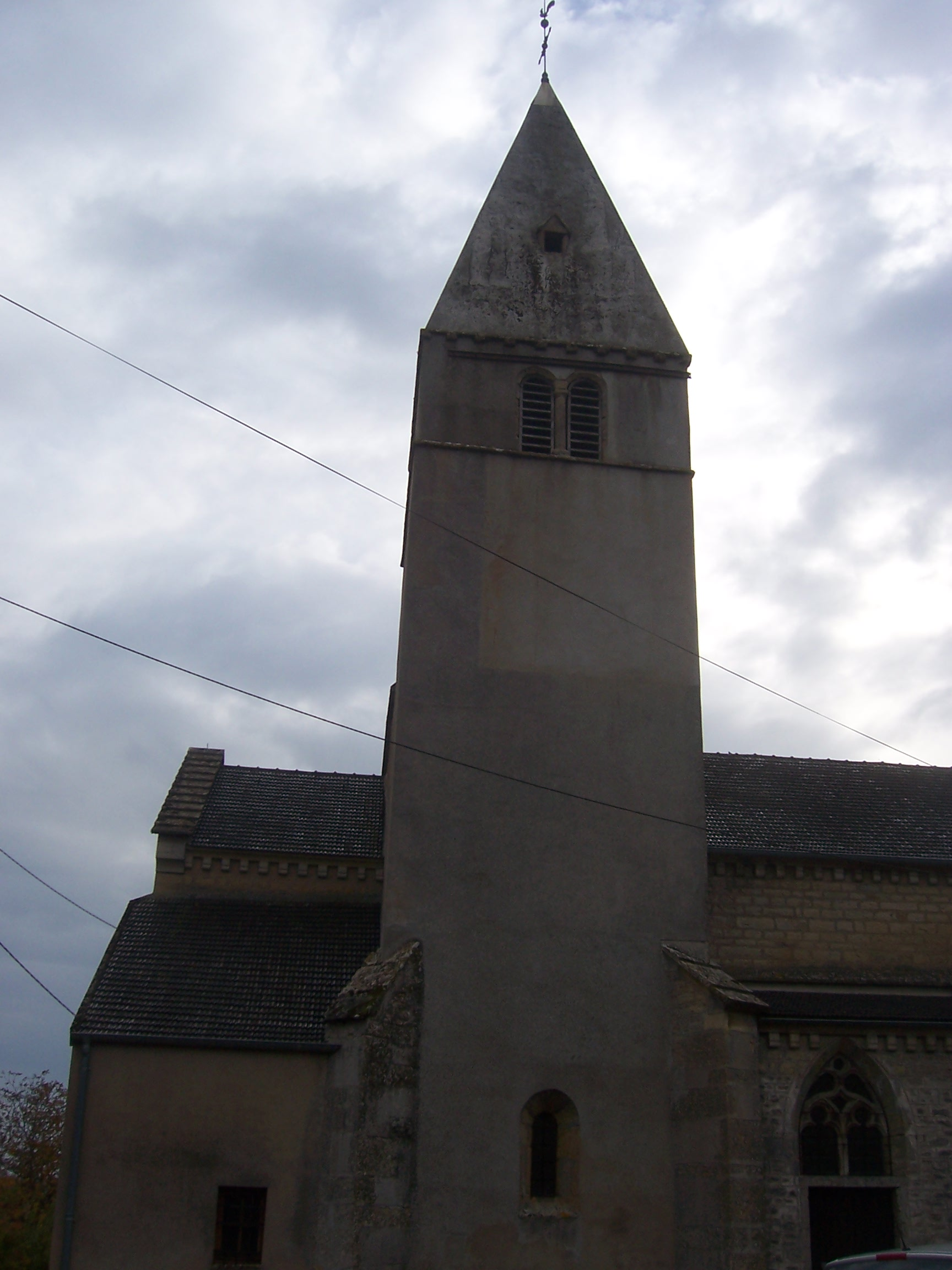
Kirche Saint-Vincent

- Kirche Saint-Vincent